# Neuroleon (Neuroleon) hyalinus
Neuroleon (Neuroleon) hyalinus is een insect uit de familie van de mierenleeuwen (Myrmeleontidae), die tot de orde netvleugeligen (Neuroptera) behoort. 
Neuroleon (Neuroleon) hyalinus is voor het eerst wetenschappelijk beschreven door Navás in 1921.